# ASMR

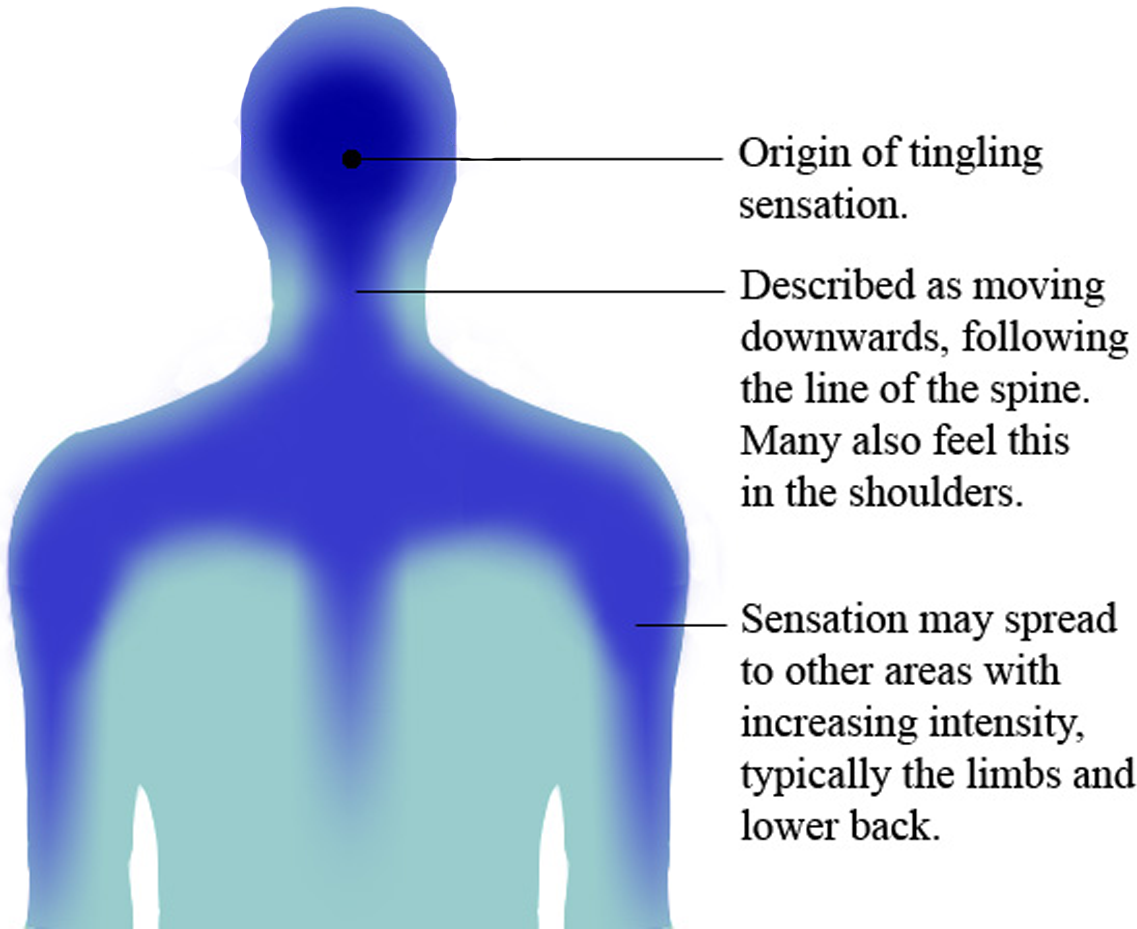
Ilustrace cesty pocitu brnění ASMR

Autonomní senzorická meridiánová reakce (autonomous sensory meridian response, zkráceně ASMR) je pocit brnění, který obvykle začíná na pokožce hlavy a pokračuje po zadní části krku a horní části páteře. Příjemná forma parestézie byla srovnávána se sluchově-hmatovou synestézií.
ASMR je subjektivní zážitek „euforie nízkého stupně“ charakterizovaný „kombinací pozitivních pocitů a výrazným pocitem mravenčení na pokožce“. Je nejčastěji vyvolán specifickými sluchovými nebo vizuálními podněty.
ASMR bývá někdy mylně spojované se sexualitou. V roce 2015 zveřejnila Emma L. Barratt a Nick J. Davis studii doplněnou dotazníkem, ve kterém pouze 5 % respondentů uvedlo, že využívá ASMR k sexuální stimulaci.
V českých zemích jako první[kdy?] uveřejnila tento fenomén youtuberka a v tehdejší době studentka střední školy Denisa Vondrušková. Ta později[kdy?] v Praze na Vinohradech založila i své vlastní relaxační centrum Ráj pro uši. I když později[kdy?] z osobních důvodů obsah svého YouTube kanálu smazala, na české YouTube scéně se ASMR rychle rozšířilo. Kromě relaxačních účinků je ASMR také zkoumáno pro léčbu depresí.